# Wijnbouw in Griekenland

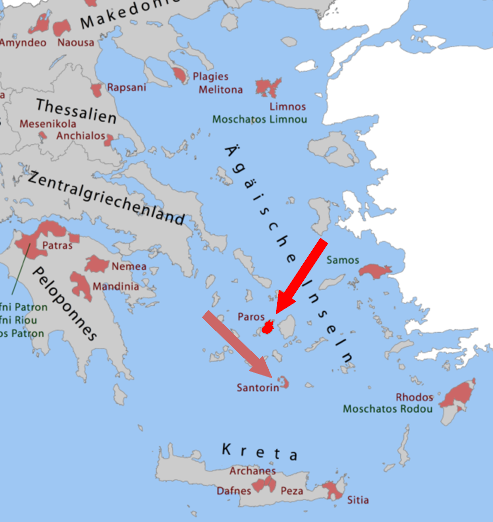
Kaart met Griekse wijnbouw

In Griekenland wordt al duizenden jaren wijn geproduceerd. Dionysos was zelfs de god van de wijn in de Griekse mythologie.
De filosofen Herodotus en Strabo hebben over wijn geschreven. In 401-400 v.Chr. trokken Griekse legers onder leiding van Xenophon het land Nairi (nu Armenië) door en ze zagen huizen waar wijn in diepe putten werd bewaard in kleipotten "karases".
Het is zo goed als zeker dat de Grieken die zich in Marseille en Zuid-Italië vestigden hun kennis van de wijnbouw daar hebben geïntroduceerd. Welke invloed dit later direct of indirect op de Franse respectievelijk de Italiaanse wijnbouw heeft gehad, is niet of moeilijk te achterhalen.
Griekenland kent meer dan 300 inheemse druivenrassen zoals: Malagouziá, Assyrtiko, Xinomavro, Limnio, Mavrotragano, Mavroudi, en Moschofilero. Vanaf 1960 hebben ook internationale druivenrassen hun intrede gedaan. In Griekenland zijn er vandaag de dag diverse wijnstreken.
In vergelijking met landen als Frankrijk, Italië en Spanje is Griekenland wereldwijd een minder populair wijnland, maar de wijnbouw in Griekenland heeft een revolutie ondergaan. De wijnproductie in Griekenland ligt momenteel rond de vijfhonderd miljoen liter per jaar. Tien procent van de wijn bestaat uit wijn met de V.Q.P.R.D.-Kwalificatie. (Vin de Qualité Produit de Région Determinée).